# Бек-Назаров, Гаруш Иванович
Гаруш (Гарош) Иванович Бек-Назаров (настоящая фамилия — Бекназарян; арм. Գարուշ Բեկնազարյան; (23 июня [5 июля] 1894; Эривань, Российская империя — 2 сентября 1967; Ереван, Армянская ССР) — советский кинооператор армянского происхождения. Заслуженный деятель искусств СССР (1944). Брат Амбарцума Бек-Назарова.

## Творчество
- 1926 — Зарэ
- 1926 — Шор и Шоршор
- 1928 — Пять в яблочко
- 1929 — Шестнадцатый
- 1928 — Замаллу
- 1930 — Внимание!
- 1930 — Первые лучи
- 1930 — Страна Наири
- 1931 — Мексиканские дипломаты
- 1932 — Поверженные вишапы (короткометражный)
- 1934 — Гикор
- 1938 — Зангезур
- 1939 — Горный марш
- 1941 — Семья патриотов
- 1943 — Давид-бек
- 1949 — Девушка Араратской долины

## Звания и награды
- Заслуженный деятель искусств СССР (1944).